# Plegma duponti
Plegma duponti (Synonyme: Helix duponti, Nanina sulcifera, Helix sulcifera) ist eine ausgestorbene Landlungenschneckenart, die auf Mauritius endemisch war. Das Artepitheton ehrt den französischen Naturalienhändler und Entomologen Richard Henry Puech dit Dupont (1798–1873).

## Merkmale
Das Gehäuse von Plegma duponti hatte einen Durchmesser von 34 bis 48 mm und eine Höhe von 29 bis 39 mm. Es war groß, festschalig, kegelförmig kugelig, stark in die Quere
verbreitert und hatte 4,5 Windungen. Die Skulptur bestand aus ausgeprägten Spiralfurchen. Die Mündung war breit und die Lippe etwas verdickt, jedoch nicht umgeschlagen. Die Färbung war einfarbig braunrot oder grau.

## Status
1866 beschrieb Pierre Marie Arthur Morelet Plegma duponti (unter dem Namen Helix duponti) als häufig in den subfossilen Ablagerungen, die auf die Berge südöstlich von Port Louis beschränkt waren. In der Folgezeit wurden weitere Überreste in subfossilen Lagerstätten in weiten Teilen von Mauritius gesammelt. Ein Exemplar, das von David William Barclay (1804–1888) am Montagne-au-Riz gesammelt und von Henry Adams 1868 als Nanina sulcifera illustriert wurde, ist in einem so guten Zustand, sodass angenommen wird, dass die Art möglicherweise erst im 19. Jahrhundert ausgestorben ist.